# Cesc (dibuixant)
Francesc Vila i Rufas (Barcelona, 22 d'octubre de 1927 - 22 de desembre de 2006) va ser dibuixant i pintor, més conegut com a Cesc, pseudònim amb el qual signava.

## Biografia
Ninotaire i pintor, fill del també dibuixant, il·lustrador i bibliòfil Joan Vila (D'Ivori), pràcticament dedicà tota la seva carrera a l'humor gràfic. Començà fent una vinyeta diària al Diario de Barcelona i aviat passà a ser un pou d'aigua fresca en el desert franquista. Les seves imatges iròniques i tendres retraten pràcticament la Catalunya des dels anys seixanta fins als noranta. Dibuixà també a El Correo Catalán, Tele/eXpres i, quan ja havia abandonat la trinxera de l'humor gràfic a la premsa per intentar dedicar-se a la pintura, retornà al poder fer l'acudit en català al nou Diari de Barcelona i més endavant a l'Avui.
Fundà i dirigí la revista d'humor Tururut!, a mitjan anys cinquanta, i va col·laborar en les millors revistes del país (Por Favor, Gaceta Ilustrada, Mundo, Serra d'Or, Tele/estel, El Jueves...) i de l'estranger (Punch, Pardon, Paris-Match...).
Va dibuixar per a diverses campanyes de publicitat, cartells, targetes, llibres. Edità també a importants revistes estrangeres. A banda de la vintena de llibres que recullen els seus acudits i dibuixos, ha fet llibres amb Josep Maria Espinàs, Huertas Claveria, Montserrat Roig, Ricard Giralt-Miracle…
El 1975 va exposar a la Galeria Cadaqués, del municipi empordanès.
En deixar l'acudit de l'Avui, el 1987, es dedicà a la pintura i al gravat. Va realitzar diverses exposicions i va ser guardonat diverses vegades.
Va ser un dels grans referents de l'humor gràfic català del segle xx.
Es pot trobar una antologia recent dels seus acudits als llibres Sin palabras (Astiberri, 2013), coordinat per Jordi Duró, i Cesc, la força del traç (Viena, 2007), entre d'altres.

## Premis i reconeixements
Fou guardonat amb la Creu de Sant Jordi de la Generalitat de Catalunya el 1995, el Premi Internacional d'Humor Gat Perich d'Honor el 2002, i ingressà com a membre numerari a la Reial Acadèmia Catalana de Belles Arts de Sant Jordi el 1998. El 2008 el Palau Robert de Barcelona li dedicà una exposició retrospectiva, 'La força d'un traç.

## Fons
La Biblioteca de Catalunya va comprar a la família del dibuixant l'arxiu d'originals, estampes, fotografies, diplomes i altres documents relacionats amb la seva activitat i que ell sempre havia conservat.
En aquest fons hi sobresurten des dels dibuixos que aquest dibuixant emblemàtic, cronista gràfic de la societat catalana del franquisme i de la transició a la democràcia feia quan era nen, fins als que va estar fent per a diaris, revistes, reculls monogràfics, etc., fins al final de la seva vida.
Per la seva banda, l'Arxiu Històric de la Ciutat de Barcelona (AHCB) custodia més de 7.700 dibuixos originals, obra de diversos autors, que foren publicats al llarg dels anys al Diario de Barcelona. 2.539 d'aquests dibuixos porten la signatura de Cesc. Com a caricaturista s'inicià l'any 1952 al Diario de Barcelona, on feu una vinyeta diària a la secció pròpia “La vida en broma”. D'aquesta àmplia labor l'AHCB conserva un conjunt d'imatges iròniques i tendres però també punyents, que esdevenen un retrat de la ciutat i del país de la dècada 1952-1962.
La col·lecció de dibuixos originals per al Diario de Barcelona, juntament amb l'arxiu i l'hemeroteca del diari, van ser adquirits per l'Ajuntament de Barcelona l'any 1984.